# Атлантски бедем
Атлантски бедем (енгл. Atlantic Wall) је био опсежан систем обалских утврђења изграђених током Другог светског рата дуж западне обале Европе (1942-44). Бедем су испланирале војне снаге Нацистичке Немачке у циљу одбране од очекиване инвазије Англо-америчких снага стационираних у Уједињеном Краљевству.
Фриц Тот, човек који је руководио изградњом Зигфридове линије (западни бедем) дуж француско-немачке границе био је главни инжењер задужен за изградњу главних обалских утврђења у склопу Атлантског бедема. На изградњи бедема дуж Белгијске и Француске обале у делу који излази на Енглески канал (Ламанш) ангажовано је на хиљаде принудних радника.
На почетку 1944. године Фелдмаршал Ервин Ромел је добио задужење да унапреди одбрамбену моћ Атлантског бедема. Ромел је веровао да су постојећа обалска утврђења у потпуности неадекватна и одмах је започео радове на њиховом ојачавању. Према његовим упутствима дуж обале, а на појединим местима и у унутрашњости копна изграђен је ланац ојачаних бетонских бункера у којима су били смештени митраљези, противтенковски топови и лака артиљерија. Велики број тенковских препрека и мина постављен је не само на обали већ и у води на прилазима плажама за које се веровало да су погодне за искрцавање савезника. Њихова сврха је била да униште савезничке десантне бродове пре него што искрцају пешадију и тенкове.
До почетка инвазије Немци су положили скоро 6.000.000 мина у северној Француској. Дуж путева који од обале воде ка унутрашњости изграђени су нови бункери и артиљеријски положаји и постављена минска поља. На местима која су била погодна за спуштање падобранаца и слетање једрилица постављене су посебне препреке направљене од гвоздених шипки познате под називом Rommelspargel (Ромелова шпаргла), док су речни естуари били стално поплављени.
Један од најдалековидијих немачких Фелдмаршала Ромел је чврсто веровао да савезничку инвазију треба зауставити на обали или ће у противном пораз Немачке бити неизбежан.
Обрамбени бедем никада није завршен; састојао се првенствено од артиљеријских батерија, бункера и минских поља и простирао се од Француско-Шпанске границе па све до Норвешке. Делови обалских утврђења постоје и данас нпр. у близини Схевенингена, Хага и у Нормандији. После Другог светског рата владе земаља кроз које пролази бедем безуспешно су покушале да експлозивом уклоне неке од бункера који су потонули у песак.
Острва у Енглеском каналу су била добро утврђена, а нарочито острво Алдерни које је најближе француској обали. Савезници су заобишли ова острва и нису покушавали да их ослободе током битке за Нормандију. Немачки гарнизони на овим острвима предали су се тек 9. маја 1945. године т. ј. један дан после званичне капитулације немачких оружаних снага. Немачки гарнизон на острву Алдерни предао се савезницима тек 16. маја 1945. године.